# Dermal Punch

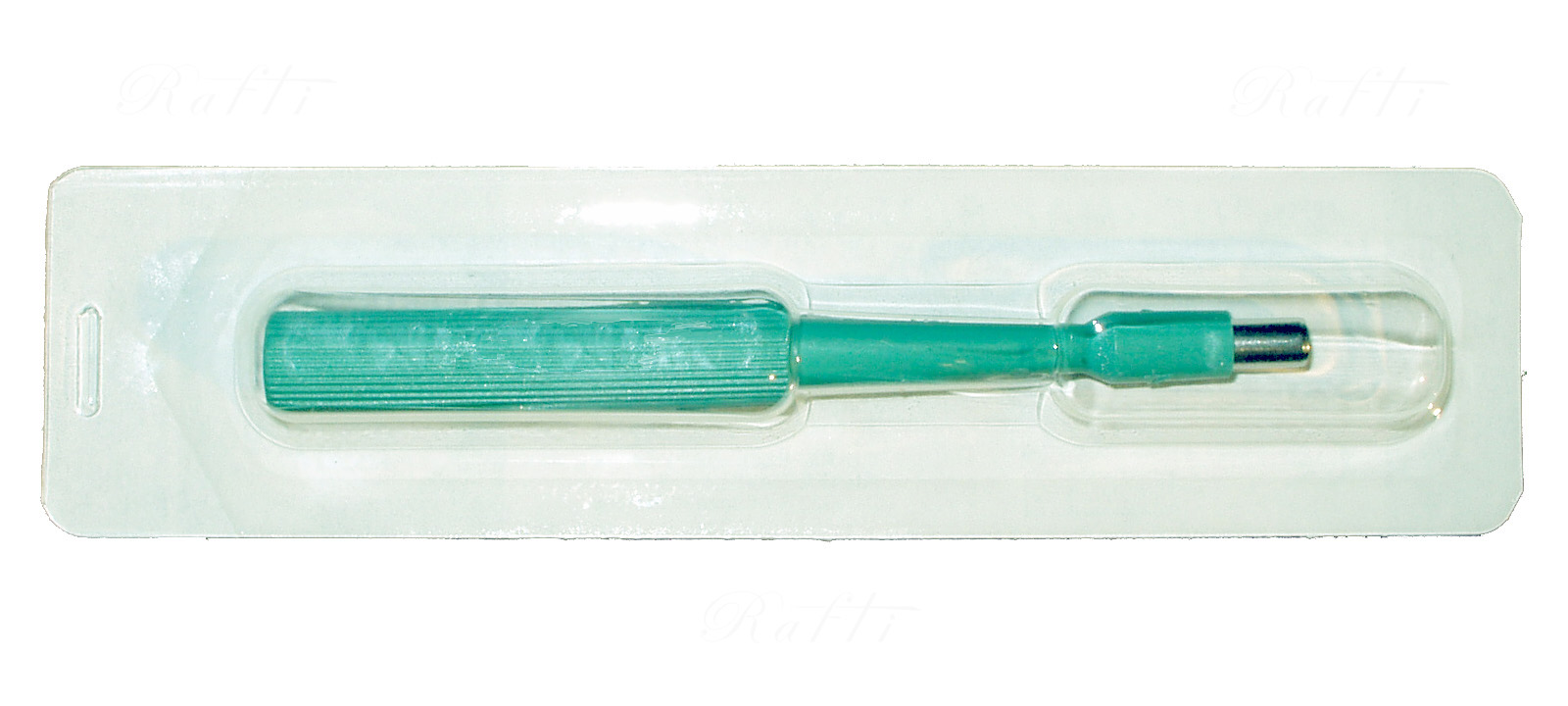
Verwendete Hohlnadel

Dermal Punch ist eine Form der Körpermodifikation ähnlich dem Piercing, wobei größere Teile des Bindegewebes oder Knorpels bis zu acht Millimetern herausgestanzt werden, ähnlich wie bei einem Locher. Angewandt wird diese Methode vor allem, um größeren Schmuck im Ohrknorpel einsetzen zu können, da dieser nur sehr schwierig zu dehnen ist. Dabei kommt es im Vergleich zum Piercing meist zu höherem Blutverlust. Die Heilung verläuft bei Bindegewebe wesentlich schneller und unkomplizierter, da der herausgestanzte Teil genau dem Durchmesser des Schmuckstücks entspricht und somit weniger Druck ausgeübt wird als dies oft beim Piercing, gerade bei größeren Durchmessern, der Fall ist. Während die Heilung von gepunchtem Knorpelgewebe auch sehr viel schneller voranschreiten kann als beim Stechen ist gepunchter Knorpel um einiges anfälliger für Komplikationen, vor allem Entzündungen, da Knorpel keine eigene Durchblutung besitzt und generell ein eher empfindliches Gewebe ist.
Das beim Punchen entstandene Loch in der Nase oder in der Ohrmuschel kann sich nicht wieder zurückbilden, da Knorpel vom Körper nicht reproduziert wird. Lediglich eine Verkleinerung des Kanals durch nachwachsendes Hautgewebe ist möglich.